# Hotel Continental (Hannover)

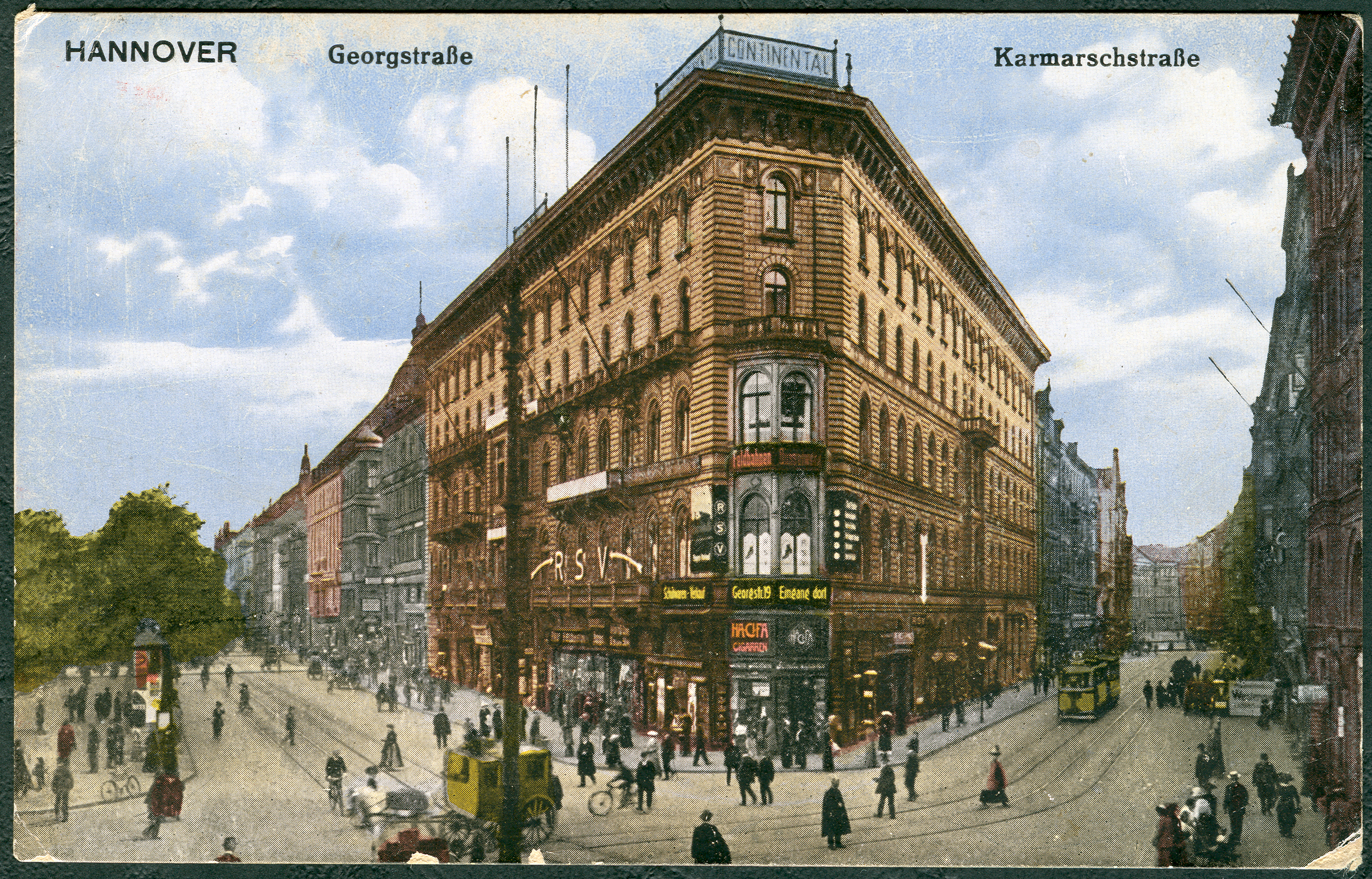
Das Hotel Continental, Ecke Georgstraße/Karmarschstraße
kolorierte Ansichtskarte Nummer 145, anonymer Fotograf, um 1900

Das Hotel Continental in Hannover war ein im 19. Jahrhundert eingerichtetes Hotel im Zentrum der Stadt. Der Standort des 1943 zerstörten Gebäudes am (heutigen) Kröpcke, seine Formen und Ausmaße entsprachen in etwa dem des heutigen Kröpcke-Centers an der Georgstraße Ecke Karmarschstraße. Im Erdgeschoss fand sich das gediegene Café Continental. Es galt „[...] als prominenter Auftrittsort für swingambitionierte Orchester“.

## Geschichte

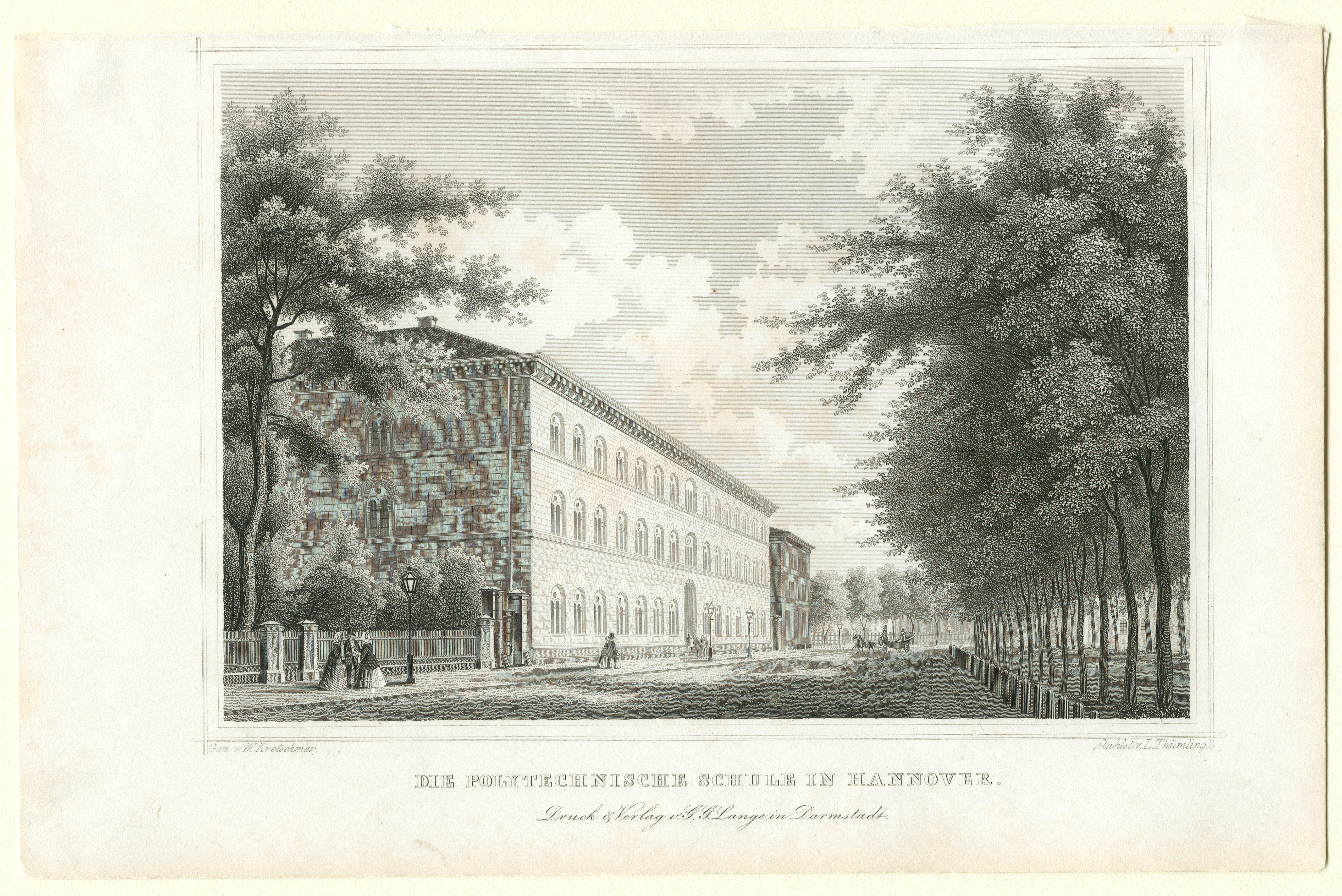
„Die Polytechnische Schule in Hannover“, um 1850 gesehen in Richtung des erst später erbauten Café Kröpcke;
Stahlstich von Thümling nach Wilhelm Kretschmer

Das Gebäude hatte seinen Ursprung im Königreich Hannover und wurde in den Jahren 1834 bis 1837 durch den Architekten Ernst Ebeling an der Georgstraße errichtet als Höhere Gewerbeschule der Stadt. Das Gebäude im hannoverschen Rundbogenstil hatte anfänglich nur drei Geschosse mit fünfzehn Achsen. Ab 1847 diente es als Polytechnische Schule Hannovers, der Vorläuferin der heutigen Gottfried Wilhelm Leibniz Universität, bis diese 1879 umziehen konnte an ihren heutigen Standort im nach der Annexion Hannovers durch das Königreich Preußen leerstehende Welfenschloss.

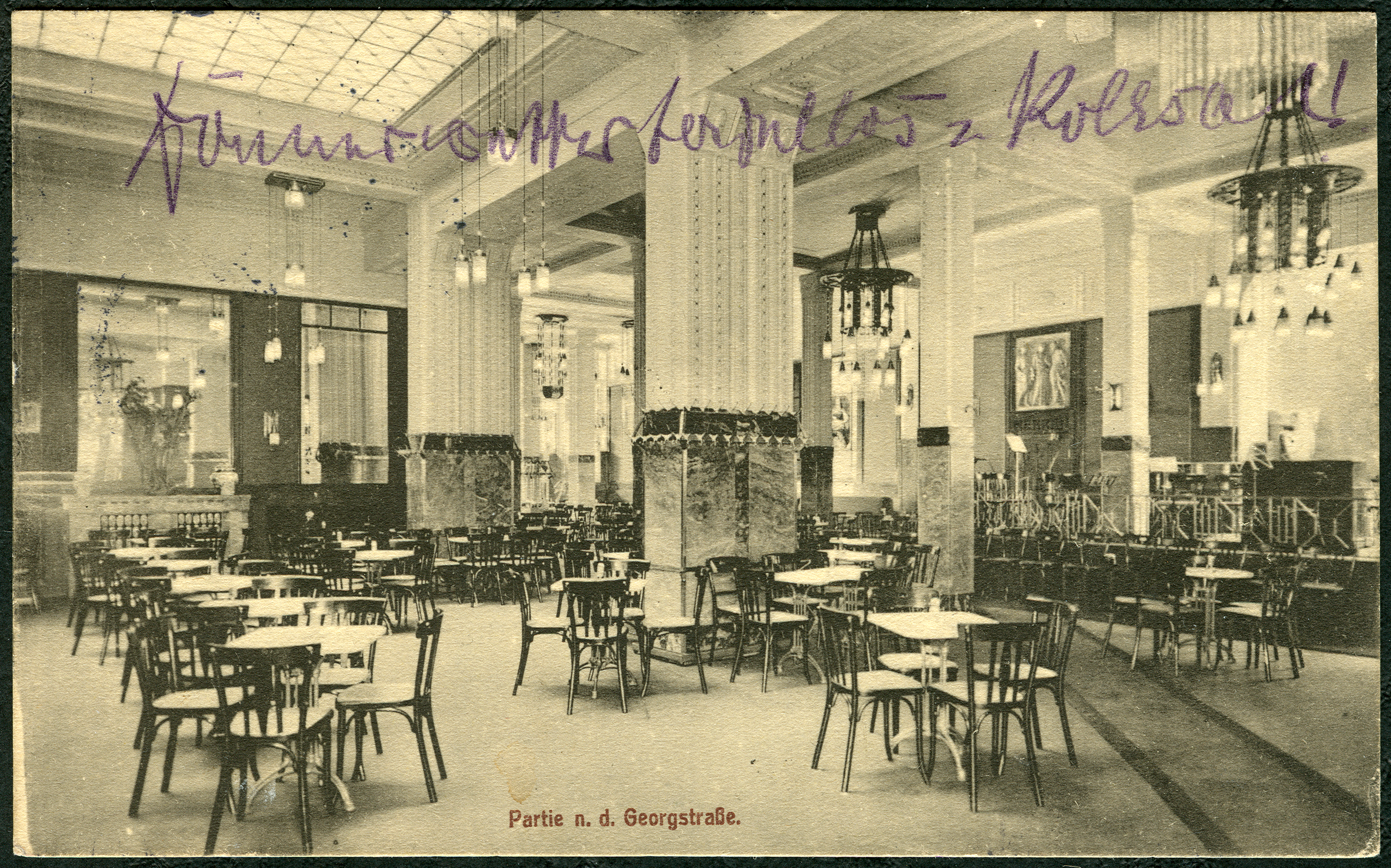
Teilansicht aus dem Café Continental im Erdgeschoss; links oben die Glasdecke des Vestibüls des Hotels, rechts die erhöhte Konzertbühne mit Geländer, Klavier und Notenständern

Nachdem das erste Teilstück der Karmarschstraße ab 1880 durch die Baugesellschaft von Ferdinand Wallbrecht angelegt worden war, wurde auch die ehemalige Höhere Gewerbeschule umgebaut: 1881 erhielt der Bau zwei zusätzliche Geschosse und einen neuen Flügel in der frisch begonnenen Karmarschstraße. Die gesamte Einrichtung wurde durch die Architekten Gustav Heine und Ferdinand Wallbrecht als großes Hotel mit Eleganz konzipiert und mit einem glasbedeckten Vestibül versehen.
Durch die Luftangriffe auf Hannover im Zweiten Weltkrieg wurde das Hotel 1943 zerstört.

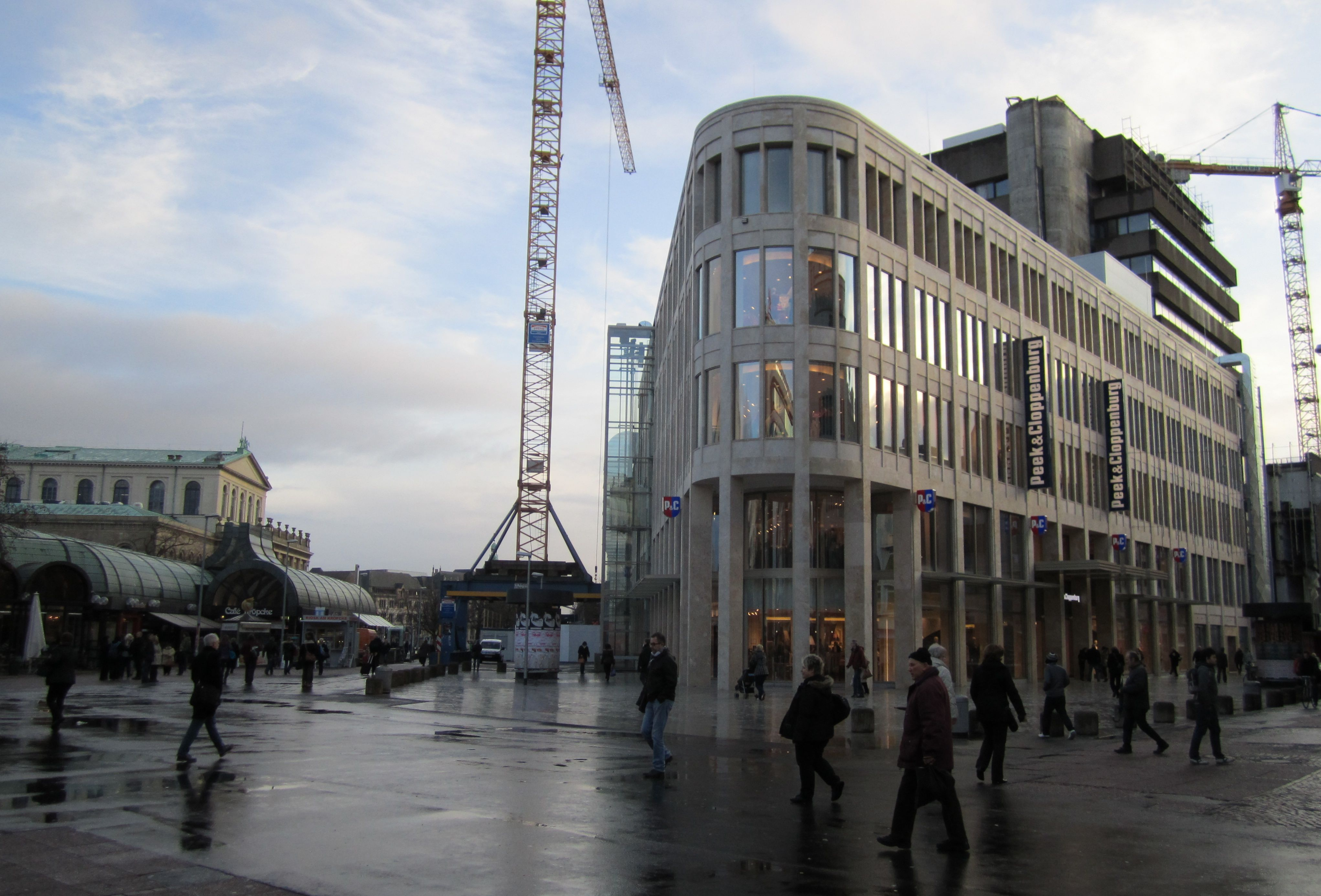
Das Kröpcke-Center nähert sich 2012 wieder früheren Außenformen an.

In den frühen Wiederaufbaujahren errichteten Geschäftsleute – zunächst als Provisorium gedacht – auf dem Gelände des ehemaligen Hotels und seiner angrenzenden Flächen den zweistöckigen, sogenannten „Conti-Block“. Er wurde jedoch erst 1970 abgebrochen als vorbereitende Maßnahme für den Bau der U-Bahn-Stationen unter dem Kröpcke.
1971 bis 1975 errichtete die Architektengemeinschaft Hiltmann-Piper-Bollmann über den U-Bahn-Stationen am Kröpcke das Kröpcke-Center mit einem hohen Büroturm und einer Verschalung aus sandgestrahlten Beton-Fertigteilen. Nach der Schließung des sogenannten „Kröpcke-Lochs“ am Ende der Passerelle begann 2009 der Umbau des von der Bevölkerung lange angefeindeten Gebäudes zu einer Form ähnlich der des früheren Hotels Continental.